# Mateo 27

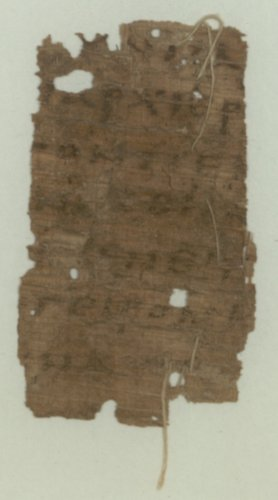
Evangelio de Mateo 27:62-64 en el Papiro 105, de los siglos V/VI.

Mateo 27 es el capítulo 27 del Evangelio de Mateo, parte del Nuevo Testamento de la Biblia Cristiana. Este capítulo contiene el registro de Mateo del día del juicio, crucifixión y entierro de Jesús. El teólogo escocés William Robertson Nicoll señala que "el registro de este único día es casi la novena parte de todo el libro".

## Texto
El texto original fue escrito en griego koiné. Este capítulo está dividido en 66 versículos.

### Testigos textuales
Algunos manuscritos tempranos que contienen el texto de este capítulo son:.
- Papiro 104 (~250 d. C.; se conservan los versículos 34-37, 43, 45)
- Códice Vaticano (325-350)
- Codex Sinaiticus (330-360)
- Codex Bezae (c. 400; se conservan los versículos 1, 13-66)
- Codex Washingtonianus (c. 400)
- Codex Ephraemi Rescriptus (c. 450; se conservan los versículos 1-10, 47-66)
- Papiro 105 (siglos V/VI; versículos existentes 62-64).[3]
- Codex Purpureus Rossanensis (siglo VI)
- Codex Petropolitanus Purpureus (siglo VI; versículos 27-33 existentes)